# Teresa Raquin (film 1928)
Teresa Raquin (Thérèse Raquin) è un film del 1928, diretto da Jacques Feyder.
Tra gli attori, in un ruolo di contorno, anche la danzatrice La Jana, qui al suo quinto film come attrice.

## Produzione
Il film fu prodotto dalla Deutsche Film Union.

## Distribuzione
Distribuito dalla Deutsche First National Pictures GmbH (Defina), il film uscì in prima a Berlino il 22 febbraio 1928 (in Germania era pubblicizzato con il titolo Du sollst nicht ehebrechen!). Negli USA, uscì distribuito dalla First National Pictures il 4 novembre 1928.